# Барвиха (санаториум)
„Барвиха“ (на руски: Барвиха) е правителствен санаториум край селището Барвиха, близо до Москва, столицата на Русия. Част е от администрацията на президента на Русия.
Създаден е през 1930 година за обслужване на висшата номенклатура на тоталитарния режим в Съветския съюз. Първата сграда на санаториума е завършена през 1935 година в бившето имение на бароните Майендорф, недалеч от правителствената резиденция „Барвиха“.
В санаториума се лекуват известни личности – от писателя Михаил Булгаков до българския комунистически функционер Трайчо Костов. След продължително лечение в него, там умира българският диктатор Георги Димитров.